# La Gorgue Communal Cemetery
Le cimetière « La Gorgue Communal Cemetery » est un cimetière de la Première Guerre mondiale situé à La Gorgue (Nord).

## Victimes
| Pays        | Victimes |
| ----------- | -------- |
| Royaume-Uni | 139      |
| Inde        | 5        |
| Allemagne   | 3        |
| Total       | 147      |